# Transductor

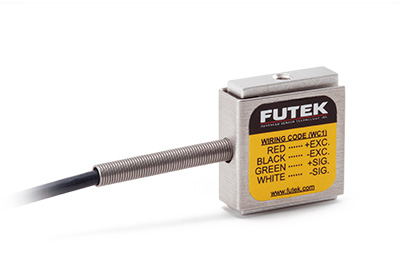
La imagen es de un transductor de celda de carga que está clasificado como un diseño tipo s, pero en un diseño más pequeño (miniatura).

Un transductor es un dispositivo capaz de transformar o convertir una determinada manifestación de energía de entrada, en otra diferente de salida, pero de valores muy pequeños en términos relativos con respecto a un generador.
El tipo de transductor indica cual es la transformación que realiza (por ejemplo electromecánica, transforma una señal eléctrica en mecánica o viceversa). Es un dispositivo usado principalmente en la industria, en la medicina, en la agricultura, en robótica, en aeronáutica, etc., para obtener la información de entornos físicos, químicos y conseguir (a partir de esta información) señales o impulsos eléctricos o viceversa. Los transductores siempre consumen cierta cantidad de energía por lo que la señal medida resulta atenuada.  

## Tipos de transductores
Existen dos tipos de transductores: los sensores y los actuadores:
- Los sensores detectan formas de energía, como pueden ser luz o fuerza, y las convierten en una salida de información legible por un sistema electrónico. Por ejemplo, un termopar que produce un cambio medible en la tensión eléctrica cuando se calienta o enfría. O la carga que se genera cuando se aplica una fuerza a un anillo piezoeléctrico de medida de fuerzas.[1]

- Los actuadores también reciben una entrada y generan una salida, pero funcionan en sentido opuesto a un sensor. Un actuador es un transductor que recibe información y produce una salida, consistente en alguna forma de energía física.[3] Por ejemplo, cuando un teléfono móvil vibra en nuestro bolsillo, lo hace por efecto de actuadores.

## Ejemplos
- Un micrófono es un transductor electroacústico que convierte la energía acústica (vibraciones sonoras: oscilaciones en la presión del aire) en energía eléctrica (variaciones de voltaje).
- Un altavoz también es un transductor electroacústico, pero sigue el camino contrario. Un altavoz transforma la corriente eléctrica en vibraciones sonoras.
- Una cámara digital es un transductor fotoeléctrico que convierte la energía lumínica transportada por los fotones en corriente eléctrica.
- Una pantalla de ordenador es también un transductor fotoeléctrico, aunque inverso al anterior. Esta transforma la corriente eléctrica en energía lumínica a través de una matriz de puntos luminosos independientes.
- Los teclados comunes que transforman el impulso de los dedos sobre las membranas y estas generan el código de la tecla presionada.
- El sistema de alarma de un automóvil, el cual transforma los cambios de presión dentro del vehículo a la activación de dicha alarma. Algunas de estas son termistores, galgas extensiométricas, piezoeléctricos, termostatos, etc.
- Un ventilador, que convierte la energía eléctrica en energía mecánica (movimiento del aspa del ventilador).
- Una estufa doméstica, transformando la energía eléctrica en térmica.
- El termopar, que convierte la energía térmica en energía eléctrica mediante la unión de dos alambres de distintos materiales, es un transductor termoeléctrico.
- Un transductor ultrasónico convierte la energía eléctrica en mecánica y viceversa, a partir del efecto piezoeléctrico, propiedad que tienen algunos materiales cristalinos y cerámicos de expandirse o contraerse bajo el efecto de campos eléctricos variables.
- Un  transductor electrostático consiste en una membrana, normalmente tereftalato de polietileno metalizado, cargada eléctricamente que hace la función de diafragma y que se mueve por la fuerza electrostática que se produce al variar la carga de dos placas entre las que se encuentra.